# Arbeitsgemeinschaft Energiebilanzen
Die Arbeitsgemeinschaft Energiebilanzen e.V. (AG Energiebilanzen) mit Sitz in Berlin ist ein Verein, der sich hauptsächlich mit der wissenschaftlichen Auswertung von Statistiken rund um die Energiewirtschaft befasst. Dabei gibt sie jährlich eine Energiebilanz für die Bundesrepublik Deutschland heraus.
Die Arbeitsgemeinschaft Energiebilanzen wurde am 26. März 1971 in Essen von sieben Verbänden der deutschen Energiewirtschaft und drei auf dem Gebiet der energiewirtschaftlichen Forschung tätigen Instituten gegründet. Am 22. Juli 2004 erfolgte eine Umgründung in einen Verein.
Die Arbeitsgemeinschaft Energiebilanzen wertet die vorhandenen Statistiken aus allen Gebieten der Energiewirtschaft nach wissenschaftlichen Gesichtspunkten aus, erstellt regelmäßig jedes Jahr eine Energiebilanz der Bundesrepublik Deutschland und macht diese der Öffentlichkeit zugänglich.
Eine Energiebilanz bietet in Form einer Matrix eine Übersicht über energiewirtschaftliche Zusammenhänge. Sie ermöglicht Aussagen über den Verbrauch von verschiedenen Energieträgern und gibt Auskunft über die weitere Verwendung entlang der Wertschöpfungskette. Dies schließt die Bereiche Erzeugung, Umwandlung und Verbrauch mit ein.
Die bereitgestellten Daten werden u. a. von Bundesministerien und -behörden verwendet, etwa vom BMWI im Monitoring-Prozess der Deutschen Energiewende sowie vom Umweltbundesamt und dem Statistischen Bundesamt.

## Mitglieder
- Bundesverband der Energie- und Wasserwirtschaft e.V. (BDEW)
- Deutscher Braunkohlen-Industrie-Verein e.V. (DEBRIV)
- Energiewirtschaftliches Institut an der Universität zu Köln (EWI)
- Institut der deutschen Wirtschaft e.V. (IW)
- EEFA Forschungsinstitut für Energie-, Ressourcen- und Klimaökonomik GmbH
- Wirtschaftsverband Fuels und Energie e.V. (en2x)
- RWI – Leibniz-Institut für Wirtschaftsforschung
- Zentrum für Sonnenenergie- und Wasserstoff-Forschung Baden-Württemberg (ZSW)

## Unterstützer
- AGFW – Der Energieeffizienzverband für Wärme, Kälte und KWK
- Verband der Industriellen Energie- und Kraftwirtschaft (VIK)